# روتا
روتا (بالألمانية: Rötha) هي بلدة ألمانية تقع في ألمانيا في ساكسونيا. يقدر عدد سكانها بـ 4,065 نسمة .

## المدن التوأمة
مدينة موهاردت هي مدينة توأمة لـروتا.